# Słoboda (Łoinskoje)
Słoboda (ros. Слобода) – wieś (ros. деревня, trb. dieriewnia) w zachodniej Rosji, w osiedlu wiejskim Łoinskoje rejonu smoleńskiego w obwodzie smoleńskim.

## Geografia
Miejscowość położona jest nad rzeką Kloc i bagnem Moch, 8 km od drogi regionalnej 66K-28 (Diemidow – Rudnia), 12,5 km od drogi regionalnej 66K-11 (Niżniaja Dubrowka – Michajlenki), 17 km od drogi regionalnej 66N-1809 (Pyndino – Zamoszczje), 37,5 km od drogi regionalnej 66A-71 (Olsza – Nowyje Batieki), 28,5 km od drogi magistralnej M1 «Białoruś», 17 km od drogi federalnej R120 (Orzeł – Briańsk – Smoleńsk – Witebsk), 7 km od centrum administracyjnego osiedla wiejskiego (Łoino), 51,5 km od Smoleńska, 17 km od najbliższego przystanku kolejowego (439 km).
W granicach miejscowości znajduje się ulica Lesnaja (6 posesji).

## Demografia
W 2010 r. miejscowość zamieszkiwało 7 osób.

## Historia
W czasie II wojny światowej od lipca 1941 roku dieriewnia była okupowana przez hitlerowców. Wyzwolenie nastąpiło we wrześniu 1943 roku.